# Elio Palencia
Elio Palencia (n. en 1963 en Maracay, Estado Aragua) es un dramaturgo y director teatral venezolano radicado en España que ha participado como libretista de telenovelas series (para adultos, jóvenes y niños) y guiones para cine tanto en España como en Venezuela. 
A principios de los años 80, comienza como actor en el teatro universitario (Universidad Simón Bolívar-NUL) y de allí pasa a la profesión. Participa en elencos del prestigioso grupo teatral Rajatabla, dirigido por Carlos Giménez y también en La Compañía Nacional de Teatro de Venezuela dirigida por Isaac Chocrón, con cuyos montajes, tanto de clásicos como contemporáneos, actúa en giras y festivales nacionales e internacionales. A finales de los años 80, comienza su formación en dramaturgia en los talleres literarios del Centro de Estudios latinoamericanos Rómulo Gallegos, de Caracas, con profesores como Rodolfo Santana y José Ignacio Cabrujas; y en Dirección escénica en el Centro de Directores para el Nuevo Teatro. En el II festival de este Centro obtiene el premio a la Mejor Propuesta Escénica por el montaje de "City Tour en noche de estrellas" un espectáculo con el que en 1989 más de 50 jóvenes, entre dramaturgos, actores, diseñadores y técnicos, rescataron un espacio abandonado en la ciudad, en el que actualmente funciona el Laboratorio Teatral Ana Julia Rojas. Con su primer texto "Detrás de la avenida" (1988) gana varios de los más importantes premios de su país (Dramaturgia Esther Bustamante del Nuevo Grupo y Juana Sujo, mejor texto del año). Desde entonces, no ha dejado de escribir para la escena. Es uno de los autores más representados y emblemáticos de su país. Muy vinculado con los grupos y centros de producción, algunos de sus trabajos han sido el resultado de la investigación a partir de talleres con actores, directores y otros estetas. También ha participado en propuestas de Teatro Comunitario. En 1993, por su texto "Escindida" le otorgan el Premio Marqués de Bradomín para Jóvenes autores convocado por el Instituto de la Juventud de España. 
En paralelo con la autoría teatral, desde muy joven ha estado involucrado con equipos de ficción para televisión, campo en el que ha sido actor durante algunos años y luego dialoguista, argumentista, creador, cocreador y también coordinador de proyectos. Ha incursionado en el guion para cine colaborando en proyectos con profesionales como Román Chalbaud, Luis Alberto Lamata e Ignacio Márquez. El film "Una casa pa' maíta" (Eduardo Barberena-Villa del Cine 2008, basado en su obra teatral "La quinta Dayana") le hizo merecedor del Premio al Mejor guion en el Festival de cine nacional de Mérida, Venezuela en 2009. Ha conducido Talleres de Dramaturgia (Monteavila Latinoamericana, Compañía Nacional de Teatro, Universidad Audiovisual de Venezuela); ha trabajado como Analista y Asesor de guiones de ficción (Fundación Villa del Cine y Laboratorio del Centro Nacional de Cinematografía) y participado como jurado en convocatorias y premios, tanto para teatro como para cine.

## En Teatro
Ha escrito más de una treintena de obras de teatro, tanto para adultos como para jóvenes y niños. También ha realizado adaptaciones, versiones o relecturas a partir algunos títulos emblemáticos de la literatura venezolana. la mayoría representadas a lo largo y ancho de Venezuela, así como en otros países como Argentina, España, Puerto Rico, México Panamá, Cuba y Estados Unidos.
- 2022. "Bajo e'la Matica"

- 2021 . "Volar Juntas"

- 2020. "Una mínima felicidad"

- 2020 . "El tiempo en una botella"

- 2019 . "Si yo fuera Jorge Negrete"

- 2015 . "Aire"

- 2015 . "Donde caerme viva" (Premio Isaac Chocrón Mejor dramaturgia 2016)

- 2015 . "Soledades" (teatro breve: "No quiero verla" "Postal de atardecer con abuelita" "El jardín del soldado")

- 2015 . "La ópera de tres centavos" (adaptación de la obra de Berlolt Brecht)

- 2014 . "De alta"

- 2014 . "La verídica historia de Aru, amador de las mujeres"

- 2013 . "La abuela pegada" (teatro para niños)

- 2013 . "Veo, veo" (teatro comunitario)

- 2012 . "Que veinte años son nada"

- 2009 ·Promoción "Honor a mis padres" (Premio Municipal José Ignacio Cabrujas 2010)

- 2008 · El franelón enamorado de una niña (teatro para niños)

- 2008 · Tierra santa (Premio Municipal José Ignacio Cabrujas 2012)

- 2006 · Penitentes (Premio Municipal José Ignacio Cabrujas 2008)

- 2006 · La quinta Dayana (Premio Municipal José Ignacio Cabrujas 2007)

- 2005 . "Remota, amiga remota" (inspirada en la novela "Sobre la misma tierra" de Rómulo Gallegos)

- 2005 · De bodas" (Teatro breve: "Como dios manda" "El tesoro del gallego" y "Caribbean Freud")

- 2004 · Carmiña, una yegua de otra tierra (teatro para niños)

- 2001 · Pasajeros

- 1999 · Doña Bárbara, la perfecta ama de casa (inspirada en la novela de Rómulo Gallegos)

- 1999 · ¿Niña o hembra? (teatro para niños)

- 1997 · Anorexia, rapsodia náutica

- 1996 · Del alma querida

- 1996 · Mi hermano José Rosario (Premio CELCIT-Venezuela al mejor texto 2004)

- 1996 · La Reina del Soufflé

- 1995 · Arráncame la vida o "Mátame, mamá"

- 1995 · En las fronteras

- 1994 · Campeones (versión teatral de la novela homónima de Guillermo Meneses)

- 1993 · Escindida (Premio "Marqués de Bradomín" para Jóvenes autores. Instituto de la Juventud, España 1993)

- 1991 · Sintonía o... ¿Hay un extraño en casa? (teatro musical para niños)

- 1990 · Habitación independiente para hombre solo

- 1990 · Secuestro Rosa

- 1989 · Camino a Kabaskén

- 1989 · Oasis Pub /teatro breve)

- 1988 · Detrás de la Avenida (Premio de Dramaturgia Esther Bustamante del Nuevo Grupo 1988. Premio Juana Sujo 1990)

## Televisión y cine
Su trayectoria en el teatro ha ido en paralelo a su participación en proyectos audiovisuales, en los que se ha vinculado como dialoguista, argumentista, creador o cocreador de la idea original, analista asesor y coordinador de equipos.  Ha colaborado en distintos géneros (drama, comedia, melodrama, dramedia, ficción para niños…) y formatos de ficción (serie semanal, diaria, juvenil, largometraje, telenovela, telefilm, teleteatro, serie para público infantil…)
- 2013: (Venezuela) Autor y guionista de "El loco de la piscina" (serie) junto a Adriana Franco y Adolfo Oliveira Otero. Conatel.

- 2011: (Venezuela) Libretista de El árbol de Gabriel junto a Alberto Barrera Tyszka y Neyda Padilla. Venevisión.

- 2010: (Venezuela) Autor y guionista de "Pelito Pescado frito" serie para niños, junto a Adriana Franco y Fernando Azpúrua. Fundación Villa del Cine.

- 2010: (Venezuela) Guionista del largometraje Ley de fuga junto a Ignacio Márquez. Villa del Cine.

- 2009: (Venezuela) Libretista de Un esposo para Estela junto con Elba Escobar, Jorge Guzmán y Camilo Hernández. Venevisión.

- 2008: (Venezuela) Autor y guionista del largometraje Cheila, una casa pa' maita de Eduardo Barberena (Villa del Cine), basada en la obra de teatro La Quinta Dayana. (Premio al mejor guion Festival de cine nacional de Mérida, Venezuela 2019)

- 2008: (Venezuela) Libretista de ¿Vieja yo? junto a Mónica Montañés (autora) Adriana Franco y Gerardo Blanco. Venevisión.

- 2006: (Venezuela) Libretista de "Voltea pa' que te enamores" junto a Mónica Montañes (autora) Doris Seguí y Adriana Franco. Venevisión.

- 2005: (Venezuela) Libretista de Se solicita príncipe azul, junto a Indira Páez, Alberto Barrera Tyszka, Amaris Páez y Manuel Mendoza. Venevisión.

- 2001: (España) Guionista de la serie El grupo. Globomedia.

- 1999: (España) Guionista de la serie Famosos y familia para RTVE junto a Fernando Colomo, Daniela Féjerman, Juan Pedro Herraiz e Inés París.

- 1997: (España) Guionista de la serie Al salir de clase junto a  Antonio Cuadri, Pascal Jongen, Eduardo Zaramella, Sonia Gómez y Jaime Palacios. Boca a Boca TV-Tele 5

- 1990: (Venezuela) Libretista de Gardenia junto a Leonardo Padrón, Benilde Ávila y Carlos Pérez. Coraven-RCTV

- 1990: (Venezuela) Libretista de Anabel junto con Benilde Ávila, Alberto Barrera Tyszka y Perla Farías. Coraven-RCTV

- 1989: (Venezuela) Libretista de "Carmen Querida" junto a Salvador Garmendia (autor) Alberto Barrera Tyszka y Carolina Espada. Coraven-RCTV

- 1989: (Venezuela) Libretista de "La pasión de Teresa" junto a Ibsen Martínez (autor), Alberto Barrera Tyszka y Benilde Ávila. Coraven-RCTV

- 1988: (Venezuela) Libretista de "Rubí Rebelde" junto a Carlos Romero, Perla Farías, Cristina Policastro y Omer Quiaragua. Coraven-RCTV